# Lista de campeãs das tribos carnavalescas do carnaval de Porto Alegre
Lista de campeãs das tribos carnavalescas do carnaval de Porto Alegre.
| Ano                                                       | Campeã         | Enredo                                                                                    | Ref.          |
| --------------------------------------------------------- | -------------- | ----------------------------------------------------------------------------------------- | ------------- |
| 1948                                                      | Os Caetés      |                                                                                           | [ 1 ]         |
| 1949                                                      | Os Caetés      |                                                                                           | [ 1 ]         |
| 1950                                                      | Os Caetés      |                                                                                           | [ 1 ]         |
| 1951                                                      | Os Caetés      |                                                                                           | [ 1 ]         |
| 1952                                                      | Os Caetés      |                                                                                           | [ 1 ] [ 2 ]   |
| 1953                                                      | Os Caetés      |                                                                                           | [ 1 ] [ 2 ]   |
| 1954                                                      | Os Xavantes    |                                                                                           | [ 2 ]         |
| 1955                                                      | Os Xavantes    |                                                                                           | [ 2 ]         |
| 1956                                                      | Os Bororós     |                                                                                           | [ 2 ]         |
| 1957                                                      | Os Bororós     |                                                                                           | [ 2 ]         |
| 1958                                                      | Os Bororós     |                                                                                           | [ 2 ]         |
| 1959                                                      | Os Xavantes    |                                                                                           | [ 2 ]         |
| 1960                                                      | Os Xavantes    |                                                                                           | [ 2 ]         |
| 1961                                                      | Os Xavantes    |                                                                                           | [ 2 ]         |
| 1962                                                      | Os Bororós     |                                                                                           | [ 2 ]         |
| 1963                                                      | Os Bororós     |                                                                                           | [ 2 ]         |
| 1964                                                      | Os Tapuias     |                                                                                           | [ 2 ]         |
| 1965                                                      | Os Tapuias     |                                                                                           | [ 2 ]         |
| 1966                                                      | Os Arachaneses |                                                                                           | [ 2 ]         |
| 1967                                                      | Os Comanches   |                                                                                           | [ 2 ]         |
| 1968                                                      | Os Tapuias     |                                                                                           | [ 2 ]         |
| 1969                                                      | Os Tapuias     |                                                                                           | [ 2 ]         |
| 1970                                                      | Os Tapuias     |                                                                                           | [ 2 ]         |
| 1971                                                      | Os Comanches   |                                                                                           | [ 2 ]         |
| 1972                                                      | Os Xavantes    |                                                                                           | [ 2 ]         |
| 1973                                                      | Os Navajos     |                                                                                           | [ 2 ]         |
| 1974                                                      | Os Comanches   |                                                                                           | [ 2 ]         |
| 1975                                                      | Os Comanches   |                                                                                           | [ 2 ]         |
| 1976                                                      | Os Navajos     |                                                                                           | [ 2 ]         |
| 1977                                                      | Os Navajos     |                                                                                           | [ 2 ]         |
| 1978                                                      | Os Navajos     |                                                                                           | [ 2 ]         |
| 1979                                                      | Guaianazes     |                                                                                           | [ 2 ]         |
| 1980                                                      | Os Comanches   |                                                                                           | [ 2 ]         |
| 1981                                                      | Os Comanches   |                                                                                           | [ 2 ]         |
| 1982                                                      | Os Comanches   |                                                                                           | [ 2 ]         |
| 1983                                                      | Os Comanches   |                                                                                           | [ 2 ]         |
| 1984                                                      | Os Comanches   |                                                                                           | [ 2 ]         |
| 1985                                                      | Os Comanches   |                                                                                           | [ 2 ]         |
| 1986                                                      | Os Tapuias     |                                                                                           | [ 2 ]         |
| 1987                                                      | Os Comanches   |                                                                                           | [ 2 ]         |
| 1988                                                      | Os Comanches   |                                                                                           | [ 2 ]         |
| 1989                                                      | Os Comanches   |                                                                                           | [ 2 ]         |
| 1990                                                      | Os Tapuias     | Enterrem meu coração na curva do rio.                                                     | [ 3 ]         |
| 1991                                                      | Os Tapuias     | Tupã criou seu filho nesta terra.                                                         | [ 3 ]         |
| 1992                                                      | Os Comanches   | A Festa da Moça Nova.                                                                     | [ 3 ]         |
| 1993                                                      | Os Comanches   | A Lenda de Canaã.                                                                         | [ 3 ]         |
| 1994                                                      | Os Tapuias     | A grande batalha entre Tupis e Guaranis.                                                  | [ 3 ]         |
| 1995                                                      | Os Tapuias     | Gerônimo, o bravo guerreiro.                                                              | [ 3 ]         |
| 1996                                                      | Guaianazes     | A Volta do Curumim.                                                                       | [ 3 ]         |
| 1997                                                      | Os Comanches   | Uma História de Amor na Terra das Grandes Quedas.                                         | [ 3 ]         |
| 1998                                                      | Os Comanches   | Dos Altos, dos Rios, dos Ventos-Comanches na Terra das Águas que Sobem.                   | [ 3 ]         |
| 1999                                                      | Guaianazes     | Canacatú - Lenda Wayanaa - Apala                                                          | [ 3 ]         |
| 2000                                                      | Os Comanches   | Esta Terra Ainda Tem Dono: 500 Anos de Terra Brasilis.                                    | [ 4 ]         |
| 2001                                                      | Os Comanches   | Amazonas.                                                                                 | [ 5 ]         |
| 2002                                                      | Os Comanches   | Patititi, a Cidade que Jorra Ouro.                                                        | [ 6 ]         |
| 2003                                                      | Os Comanches   | Histórias e Lendas da Grande Tribo Tupinambá.                                             | [ 7 ]         |
| 2004                                                      | Os Comanches   | As Palavras do Cacique Seattle.                                                           | [ 8 ]         |
| 2005                                                      | Os Comanches   | Ubirajara, Conta Como o Amor Venceu.                                                      | [ 9 ]         |
| 2006                                                      | Os Comanches   | Dinaí, A Princesa das Águas.                                                              | [ 10 ]        |
| 2007                                                      | Os Comanches   | Uma história guarani.                                                                     | [ 11 ]        |
| 2008                                                      | Os Comanches   | A Sentença de Águia Amarela.                                                              | [ 12 ]        |
| 2009                                                      | Os Comanches   | Os Comanches vem a Porto Alegre conhecer Caingangs e juntos comemoram 50 anos de avenida. | [ 13 ]        |
| 2010                                                      | Os Comanches   | A 1ª Missa na Ilha de Santa Cruz.                                                         | [ 14 ]        |
| 2011                                                      | Os Comanches   | A saga de um povo, os últimos índios charruas                                             | [ 15 ]        |
| 2012                                                      | Guaianazes     |                                                                                           | [ 16 ]        |
| 2013                                                      | Os Comanches   | Lenda do Muiraquitã                                                                       | [ 17 ]        |
| 2014                                                      | Os Comanches   | O sonho de Sãçaraí                                                                        | [ 18 ]        |
| 2015                                                      | Os Comanches   | Saterés Mawés a Lenda dos Filhos do Guaraná                                               | [ 19 ] [ 20 ] |
| 2016                                                      | Os Comanches   | Caiuá o Guardião da Floresta e a Pedra Encantada de Tupã                                  | [ 21 ] [ 22 ] |
| A tribo Os Comanches foi declarada Hors concours em 2017. |                |                                                                                           |               |

## Número de títulos
| Nº | Tribo          | Total |
| -- | -------------- | ----- |
| 1ª | Os Comanches   | 33    |
| 2ª | Os Tapuias     | 10    |
| 3ª | Os Caetés      | 06    |
| 3ª | Os Xavantes    | 06    |
| 4ª | Os Bororós     | 05    |
| 5ª | Guaianazes     | 04    |
| 5ª | Os Navajos     | 04    |
| 6ª | Os Arachaneses | 01    |